# ベーゼンドルファー

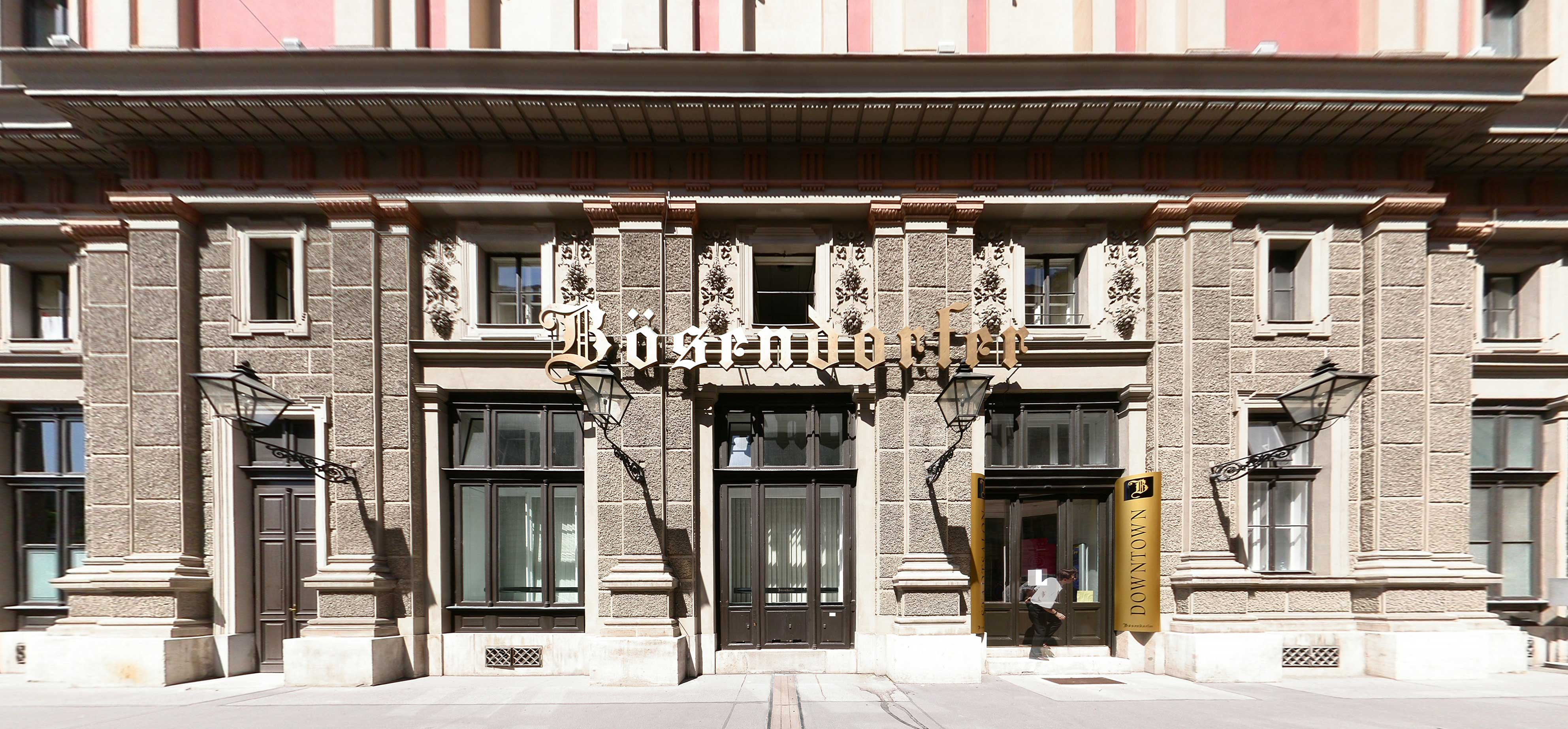
ウィーン楽友協会に入居しているベーゼンドルファー

L. ベーゼンドルファー・クラヴィアファブリック（L. Bösendorfer Klavierfabrik）GmbHは、オーストリアに所在するピアノ製造会社である。2008年からはヤマハの完全子会社。標準的な88鍵のピアノに加えて、低音部が拡張された92鍵および97鍵のピアノを製造していることで知られる。

## 概要
1828年、オーストリア・ウィーンにて、フォルテピアノ製作家イグナーツ・ベーゼンドルファーにより、彼の師匠のヨーゼフ・ブロートマンの工房を引き継ぎ創業した。
創業当初の作品は音域6オクターヴ半、全木製フレーム、革製ハンマーのウィーン式フォルテピアノである。その後、目まぐるしくピアノが変化した19世紀を通じて鉄製の補強の導入、交差弦と鉄骨フレームの導入、フェルト製ハンマーへの変更、創業以来のウィーン式アクションから現代的なイギリス式アクションへの切り替えなどがあり、19世紀末に現在の「モデル290 インペリアル」の原型が誕生している。他のピアノメーカーと比べて、ウィーン式フォルテピアノの設計思想を色濃く残す独特の胴体設計が特徴である。

創業以来、各国の帝室や王室の御用達として選定されたり、産業博覧会で入賞したりするなど、名声を高めていく。第二次世界大戦後の一時期、経営難に陥って経営がアメリカの企業体に移ったこともあったが、2002年にオーストリアの銀行グループであるオーストリア労働経済郵便銀行が経営権を取得して、名実ともにオーストリアに復帰した。しかし2007年再び経営難に陥り、2008年にヤマハの子会社となった。
19世紀、ベーゼンドルファーのフォルテピアノはフランツ・リストの激しい演奏に耐え抜いたこと(リストが「破壊」していた当時の(フォルテ)ピアノは現代のピアノとは比較にならないほど華奢であったことに留意)で有名となった。
多くのピアニストや作曲家の支持を得、数々の歴史あるピアノブランドが衰退していく中、その人気を長らくスタインウェイと二分してきた。
ベーゼンドルファーのピアノを特に愛用したピアニストとしてはヴィルヘルム・バックハウスが有名。ジャズ界においては、オスカー・ピーターソンが「ベーゼン弾き」としてよく知られている。最近のピアニストではアンドラーシュ・シフ、パウル・バドゥラ＝スコダ、イェルク・デームス、フリードリヒ・グルダ、ギャリック・オールソン、ヴァレンティーナ・リシッツァもベーゼンドルファーのピアノを好んで用いている。また、スヴャトスラフ・リヒテルも何枚かの録音を残している。
かつてベーゼンドルファーのピアノは1980年までショパン国際ピアノコンクールの公式ピアノの一つであったが、のちにヤマハとカワイとファツィオリが採用されたことにより公式ピアノから除外された。ウィーン・ベートーヴェン国際ピアノコンクールでは、使用ピアノがベーゼンドルファーだけと決まっている。

## 製品

### 標準モデル
| 製品                     | 長さ   | 間口     | 鍵盤 | 種類               |
| ------------------------ | ------ | -------- | ---- | ------------------ |
| モデル155                | 155 cm | 151 cm   | 88鍵 | グランドピアノ     |
| モデル170                | 170 cm | 151 cm   | 88鍵 | グランドピアノ     |
| モデル185                | 185 cm | 151 cm   | 88鍵 | グランドピアノ     |
| モデル200                | 200 cm | 151 cm   | 88鍵 | グランドピアノ     |
| モデル214                | 214 cm | 151 cm   | 88鍵 | グランドピアノ     |
| モデル225                | 225 cm | 159 cm   | 92鍵 | グランドピアノ     |
| モデル280                | 280 cm | 160 cm   | 88鍵 | グランドピアノ     |
| モデル290 "インペリアル" | 290 cm | 168 cm   | 97鍵 | グランドピアノ     |
| モデル130CL              | 132 cm | 152.5 cm | 88鍵 | アップライトピアノ |

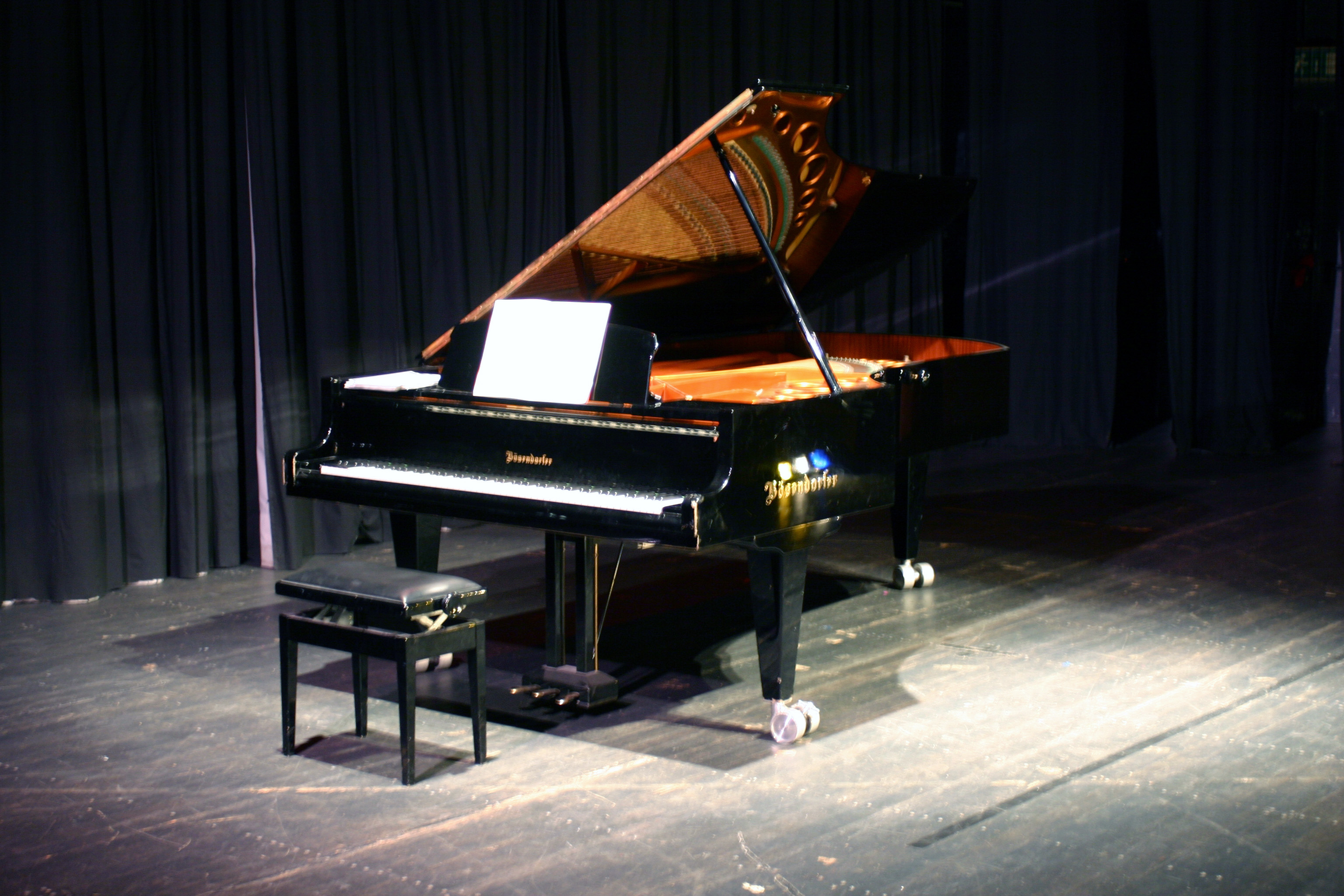
開発当時最大の音域を持ったモデル290

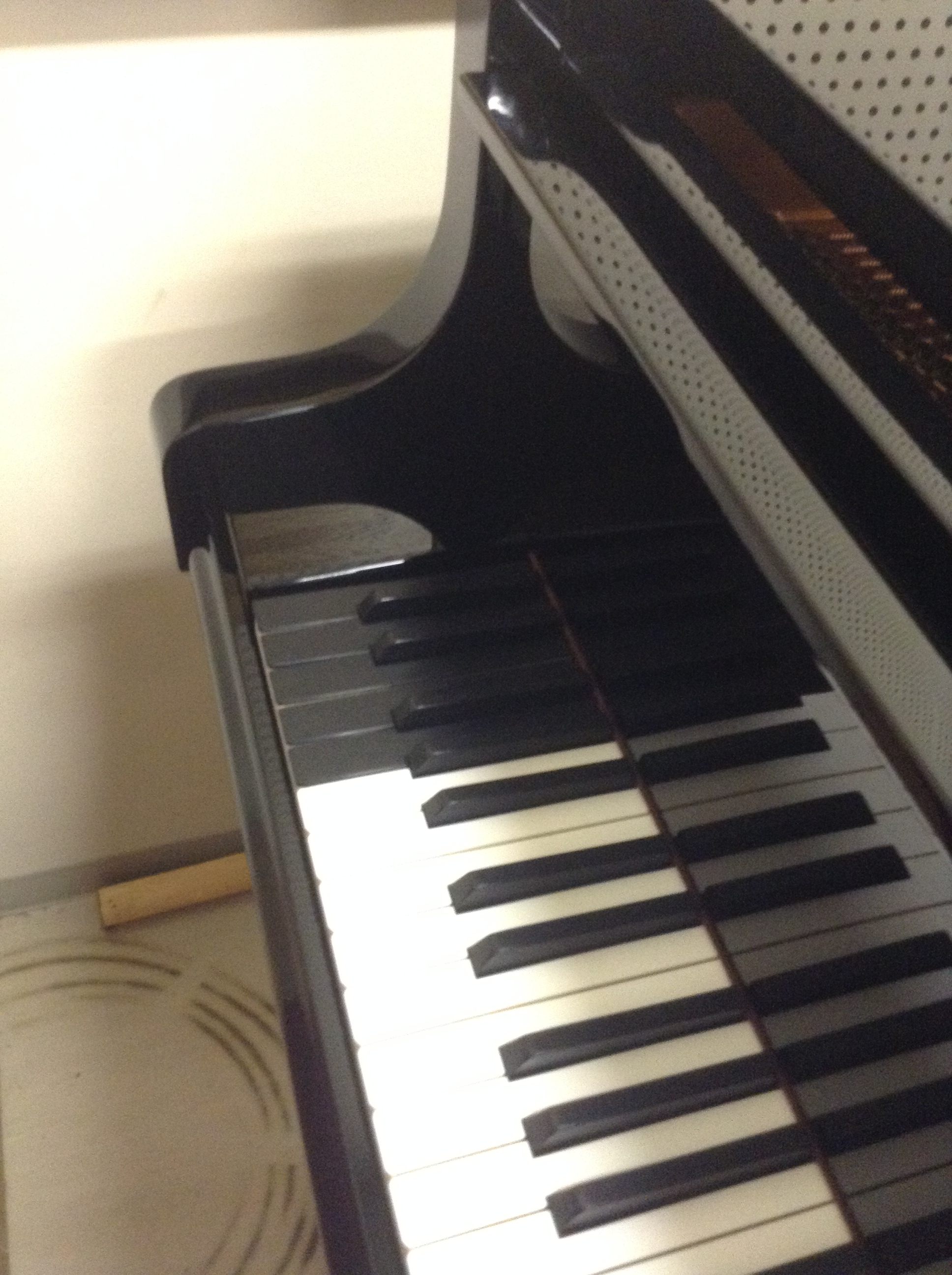
黒く塗られているモデル290の低音部の9つの鍵

「インペリアル」とも呼ばれる最上位機種のフルコンサートグランドピアノ「モデル290」がベーゼンドルファーの代表機種で、標準の88鍵の下にさらに4〜9組の弦が張られ、最低音を通常よりも長6度低いハ音とした完全8オクターブ、97鍵の鍵盤（エクステンドベース）を持つピアノとして有名である。これはフェルッチョ・ブゾーニがJ.S.バッハのオルガン曲を編曲したとき、低音部に標準のピアノでは出せない音があったため、ルードヴィッヒ・ベーゼンドルファーに相談したことが始まりと言われている。エクステンドベースが追加されたことによって弦の響板が広がり、共鳴する弦も増えて中低音の響きが豊かになった。しかしそのため、しばしば一部のピアニストからは「中低音の響きは豊かだが、高音とのバランスを考えて弾かなければならず、弾きこなすのが難しいピアノだ」と言われる。以前は、拡張域の鍵の部分に小さな蓋を付けることで、一般の曲の演奏時に誤打を防いでいたが、現行品では白鍵も黒くすることで区別している。
音色は至福の音色と呼ばれる。ベーゼンドルファーのピアノは1年以上の月日をかけて全工程を手作業で作られている。代表的なモデルでは井形に組まれた強固な支柱の上にスプルース材のブロックを積み上げてインナーリムを製作し、それに比較的薄いスプルースからなるアウターリムを張り合わせることで、ピアノ全体がスプルース材を介して豊かな中低音を響かせる設計となっている。現在までにベーゼンドルファーが生産したピアノは50,000台ほどで、およそヤマハの100分の1、スタインウェイの10分の1である。

### コンサーヴァトリーシリーズ
市場拡大のため、それまで経済的な理由で同社の標準モデルを導入できなかった大学などの教育機関向けにコンサーヴァトリーシリーズ（Conservatory Series）を設計した。生産の過程で「non-critical areas」と呼ばれる生産ラインに依存する時間を短縮することで生産コストを削り、標準モデルより安価に提供できるシステムを構築している。
| 製品        | 長さ   | 間口   | 鍵盤 | 種類           |
| ----------- | ------ | ------ | ---- | -------------- |
| モデル170CS | 170 cm | 151 cm | 88鍵 | グランドピアノ |
| モデル185CS | 185 cm | 151 cm | 88鍵 | グランドピアノ |
| モデル200CS | 200 cm | 151 cm | 88鍵 | グランドピアノ |
| モデル214CS | 214 cm | 151 cm | 88鍵 | グランドピアノ |

### 特別限定モデル
ベーゼンドルファーの創立170周年や175周年にフランツ・シューベルトやフレデリック・ショパンなどの有名な作曲家にちなんで名付けられ、設計された特別、限定モデルのピアノなどがある。近年の特別限定モデルとしては、オーストリアの画家グスタフ・クリムトの代表作「KISS」を天板にあしらったクリムトモデル、ベートーベンの月光の自筆楽譜をあしらったベートーベンモデルなどがある。また、2013年、生産台数5万台到達を記念して1台限定生産の5万台記念モデルが造られている。

### デザインモデル
ベーゼンドルファーは100年以上前から著名な建築家やデザイナーを起用した特別モデルを制作している。1866年にウィーン楽友協会等の設計で知られる建築家のテフォイル・ハンセン(Theophil Hansen)、1909年にヨーゼフ・ホフマン、そのほかJosef Frank、フェルディナント・アレクサンダー・ポルシェやアウディのデザインスタジオ等がベーゼンドルファーのピアノをデザインしている。
1990年に建築家のハンス・ホラインがデザインしたベーゼンドルファー・インペリアル・グランドピアノは世界に2つしかない。1つはアメリカ、フロリダ州オーランドのウェスタン・グランド・ボヘミアン・ホテルにあり、もう1つは中国の上海にある。1つ目のオーランドにあるピアノは1本の木の80％が使用され、それぞれの真鍮脚には一本あたり約160万円の価値があるとされ、2つあるホライン設計のピアノにはそれぞれ約3000万円の価値があるとされる。

## その他
日本国内では、過去に総代理店として株式会社浜松ピアノセンターが「日本ベーゼンドルファー」として本社（静岡県磐田市）のほか東京都中野区、大阪市淀川区の三カ所にショールームを所有していた。本社ショールーム内に設けられているアンティークピアノのコレクションはベーゼンドルファーのみならずベートーヴェンの時代のジョン・ブロードウッドやショパンの時代のプレイエル、エラールなどの有名ブランドの他に、ピアニストのアルフレッド・コルトーが所有していたダブルグランドピアノやジラフピアノといった極めて珍しい形のピアノもコレクションされていた。しかし2007年11月27日付で株式会社浜松ピアノセンターは倒産した。各地のコンサートホールの運営ならびに調律、修理などの事業は株式会社ビーテックジャパンに引き継がれ、ベーゼンドルファーの技術メインテナンス会社として製品を維持している。
2008年4月1日付けでヤマハが株式会社ベーゼンドルファー・ジャパンを発足し、東京都中野区に本社ショールーム、静岡県浜松市にテクニカルサポートセンターを構え、東京、大阪に特約店を設置するなどした。その後、2009年9月1日付けのベーゼンドルファー・ジャパン・グループ内のプレスリリースには、株式会社ベーゼンドルファージャパンはヤマハ株式会社へ事業譲渡されると発表されている。なお、2009年11月30日付のプレスリリースでは、テクニカルサポートセンターは、静岡県掛川市に移転されたことが発表された。事業譲渡後からはヤマハ製造のシンセサイザーや電子ピアノに モデル290インペリアルのサンプリング音源が標準搭載されるようになっている。
2000年代初頭にオーディオ機器（スピーカー）の開発・製造をしており、日本国内ではオーディオ関連商社である株式会社ノアの手で輸入されていたが、ヤマハ傘下になり撤退した。現在、ベーゼンドルファースピーカーはBrodmann Acousticsとして販売されている。ただし、この「Brodmann」という会社は、ブロートマンと名乗り、廉価なピアノの製造(中国で生産)・販売も行っているものの、イグナーツ・ベーゼンドルファーの師匠のブロートマン本人とは全く関係のない会社である。ブロートマンのフォルテピアノ工房の唯一の後継者はベーゼンドルファー社である。

## ベーゼンドルファーを使ったレコーディングの例
- 演奏者／タイトル
- ゲルハルト・オピッツ／ブラームス ： ソロ・ピアノ作品全集
- フリードリヒ・グルダ／モーツァルト ： ピアノ協奏曲第20番･21番、第25番・27番、ピアノソナタ集
- アンドラーシュ・シフ／シューマン：アラベスク・交響的練習曲
- パウル・バドゥラ＝スコダ／モーツァルト ： ピアノ協奏曲第17番・19番
- ヴィルヘルム・バックハウス／最後の演奏会
- ワルター・クリーン／モーツァルト：ピアノソナタ全集
- ブラッドリー・ジョセフ
- スヴャトスラフ・リヒテル／バッハ ： 平均律クラヴィーア曲集全巻
- ギャリック・オールソン／ショパン作品全集
- ジャック・ルーシェ／プレイ・バッハ
- 久元祐子 優雅なるモーツァルトピアノ・ソナタ　K331,333（コジマ録音）2015年（毎日新聞特薦版、レコード芸術特選盤）
- 久元祐子 学習するモーツァルトピアノ・ソナタ　K282,283,284　ピアノ・ソナタ　作品5の2,5の3（コジマ録音）2011年
- 久元祐子 ハイドンとモーツァルトピアノ・ソナタ　Hob.ⅩⅥ-23,46　ピアノ・ソナタ　K279,280,281（コジマ録音）2009年（毎日新聞ＣＤ選1位）
- 久元祐子 青春のモーツァルトピアノ・ソナタ　K309,311,310ほか（コジマ録音）2007年
- 久元祐子 ピアノ名曲のよる花束（Pro Arte Musicae）2005年
- 久元祐子 リスト〔巡礼の年　第2年＜イタリア＞〕（Bishop Records）2004年
- 久元祐子 ベートーヴェン《テレーゼ》《ワルトシュタイン》（コジマ録音）2000年
- 井上ゆかり／Pianin
- 井上ゆかり／SAKURA
- 妹尾美里　『Avec U』 （diskunion)　2014年
- 妹尾美里　『La Blanche』  (Mi-cia Records)　2016年
- 大井和郎／リスト：パガニーニ・エチュード(完全盤)
- 大井和郎／リスト:超絶技巧練習曲 初版
- 梯剛之／プレイズ・モーツァルト
- 梯剛之／プレイズ・モーツァルト2
- 加古隆／PIANO
- 加古隆／KUMANO熊野古道～神々の道～
- 村松健／KEN plays KEN～春の野を行く～
- 木住野佳子／シェスタ
- 藤井一興／フォーレ：夜想曲
- 藤原由紀乃／ベートーヴェン：ワルトシュタイン
- 藤原由紀乃／ショパン：エチュード全集
- 藤原由紀乃／シューマン：交響的練習曲
- 松本俊明／Pianoia1
- 松本俊明／Pianoia2
- 三柴理／Pianism
- 三柴理／Pianism II
- 桜庭統／スターオーシャン4 オリジナルサウンドトラック
- レ・フレール／ピアノ・ブレーカー
- 吉田慶子(vo)・黒木千波留(piano)／samba canção （サンバ・カンソン）
- 根岸弥生／弥生
- トーリ・エイモス／アンダー・ザ・ピンク
- トーリ・エイモス／ボーイズ・フォー・ペレイ～炎の女神
- トーリ・エイモス／クワイヤーガール・ホテル
- トーリ・エイモス／トゥ・ビーナス・アンド・バック
- トーリ・エイモス／ストレンジ・リトル・ガールズ
- トーリ・エイモス／テイルズ・オブ・ライブラリアン～トーリ・エイモス・コレクション
- トーリ・エイモス／ビーキーパー
- トーリ・エイモス／THE ORIGINAL BOOTLEGS
- トーリ・エイモス／アメリカ人形軍団
- Steely Dan ／ Katy Lied
- こじまいづみ（花＊花）／ 　「閏」　（2nd ソロアルバム）
- SEKAI NO OWARI／スノーマジックファンタジー（ベースギターの代わりに、「モデル290」の拡張域の低音を加工して使用している。）
- まらしぃ／マトリョシカ、Fire◎Flower(ニコニコ動画・YouTubeに投稿された動画。また、2013年8月6日にベーゼンドルファーを用いてニコニコ生放送を行っている。)
- 河村尚子／ショパン 24の前奏曲・幻想ポロネーズ
- 河村尚子／ベートーヴェン　ピアノ・ソナタ 第７番, 第4番, 第8番, 第14番
- 河村尚子／ベートーヴェン　ピアノ・ソナタ 第18番, 第21番, 第24番, 第23番
- 河村尚子／ベートーヴェン　ピアノ・ソナタ 第26番, 第27番, 第29番
- 諸戸詩乃/シューベルト：即興曲集 作品90＆楽興の時 作品94
- 松岡直也／アルバム『THE WIND WHISPER』（曲によりスタインウェイと使い分けている）